# Jean Pilon
Pour les articles homonymes, voir Pilon.
Jean Pilon, est né le 14 octobre 1925 à Bayonne et mort le 30 novembre 2000 dans la même ville. C’est un ancien joueur français de rugby à XV, qui a joué avec l'équipe de France, l'Aviron bayonnais et le CA Périgueux au poste de demi d'ouverture (1,75 m pour 73 kg). 

## Carrière de joueur

### En club
- Aviron bayonnais
- CA Périgueux

### En équipe nationale
Il a disputé son premier test match le 26 février 1949 contre l'équipe d'Angleterre et le dernier contre cette même équipe, le 25 février 1950.

## Palmarès
- Sélections en équipe nationale : 2
- Sélections par année : 1 en 1949, 1 en 1950
- Tournois des Cinq Nations disputés : 1949, 1950